# Leucothyreus nitidulus
Leucothyreus nitidulus är en skalbaggsart som beskrevs av Olivier 1789. Leucothyreus nitidulus ingår i släktet Leucothyreus och familjen Rutelidae. Inga underarter finns listade i Catalogue of Life.